# Англо-эфиопская война
Англо-эфиопская война (англ. British expedition to Abyssinia) — военный конфликт между Эфиопией и Великобританией в середине XIX века, вызванный арестом в Эфиопии нескольких миссионеров и британских дипломатов.

## Повод к войне

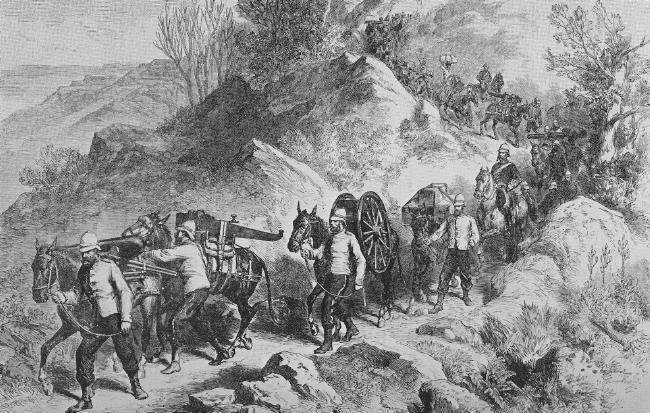
Британские войска возвращаются в Зулу после окончания экспедиции

Во второй половине XIX века Эфиопия была одним из немногих африканских государств, сохранявших независимость. Многие европейские страны хотели видеть её своей колонией. В 1860-х годах Эфиопия попала в сферу интересов Британской империи.
В то время Эфиопией правил император Теодрос II, который проводил политику укрепления и объединения страны. В октябре 1862 г. Теодрос II, чувствуя неминуемость войны с Великобританией, послал письмо королеве Виктории с просьбой о союзе. Император Эфиопии ждал ответа 2 года, но ответ не пришёл. Правительство Великобритании вело себя преднамеренно нагло и провокационно по отношению к правительству Эфиопии.
В 1864 году император Теодрос II, не дождавшись ответа от королевы Виктории, в гневе заключил в тюрьму нескольких европейцев, среди которых были британцы (в частности, миссионер Генри Аарон Стерн). Великобритания решила использовать этот момент как повод к войне. После того, как в декабре 1867 г. власти арестовали весь дипломатический корпус англичан в Эфиопии, Великобритания решила незамедлительно действовать. Военная операция была поручена колониальной армии Бомбея под командованием Роберта Нейпира, генерала инженерно-саперных войск. Это был удачный выбор: так как поход предполагался в бескрайнюю и почти неизведанную местность, без дорог и полную естественных препятствий, поэтому для успеха задачи необходимо было максимально использовать логистические и инженерные возможности армии.

## Боевые действия

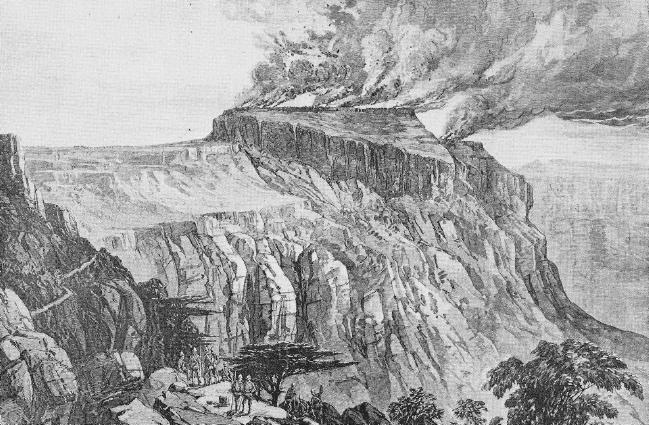
Горящая крепость Мэкдэла

В октябре 1867 года авангард армии прибыл в залив Зула, примерно в 50 км к югу от Массауа и начал строительство портовой инфраструктуры для последующей высадки, дороги во внутренние районы и даже железную дорогу для перевозки людей и материалов. Водоснабжение в засушливых прибрежных районах обеспечивалось установками по опреснению морской воды, тогда как во внутренних районах были вырыты многочисленные колодцы.
В декабре-мае 1867 года произошла высадка 13 000 солдат англо-индийских войск, которых сопровождали 40 000 вьючных животных. Нейпир прибыл в Зулу 2 января 1868 года и 25 января начал свое наступление. За следующие три месяца британским войскам, благодаря подкупу местных вождей, удалось без происшествий преодолеть расстояние в 640 км до крепости Мэкдэла. 
Тем временем Теодорос, покинутый большинством его сторонников, был вынужден пробиваться и достиг Мэгдэлы всего за десять дней до того, как британцы осадили ее. Таким образом, все решилось в одном сражении, происходившем с 9 по 13 апреля 1868 года.
9 апреля Теодорос приказал атаковать. Абиссинские войска, вооруженные в основном копьями, при поддержке нескольких орудий атаковали, но были, однако, легко разбиты англичанами. 
После двухдневных переговоров, в ходе которых Теодор освободил двух заложников, но отказался от безоговорочной капитуляции, 13 апреля британцы разбомбили крепость и после непродолжительного боя взяли её штурмом. Теодорос при приближении врага покончил с собой из пистолета. После известия о его смерти все боевые действия прекратились, а заложники были освобождены.

## Конец войны
Британцы захватили Тируорк Вубе, вдову императора, и их малолетнего сына, наследника престола Алемайеху. Императрица вскоре умерла, а Алемайеху был вывезен в Великобританию, где скончался от болезни через 11 лет.
Но Великобритания не сумела удержать победу и утвердиться в захваченной стране. В Эфиопии развернулась национально-освободительная война. Финансовые потери англичан были огромными (8 600 000 фунтов стерлингов). Лондонский парламент отказался продолжать финансировать войну. Из Англии поступил приказ об отступлении. Главнокомандующий англо-индийской армией Роберт Нейпир в гневе приказал уничтожить до основания Мэкдэлу вместе с церквями, как карательную меру против восставших эфиопов. Англичане начали отступать. В конце мая 1868 г. британцы окончательно покинули Эфиопию.
За победу над противником сэр Роберт Нейпир получил от английского парламента 2000 фунтов стерлингов ежегодной пенсии. Общественность Англии знала, что война завершилась неудачно, хотя британское правительство пыталось выставить всё иначе.

## Статистика Англо-эфиопской войны
| Страны         | Население 1867 г. | Войск  | Убито |
| -------------- | ----------------- | ------ | ----- |
| Великобритания | 24 600 000        | 13 000 | 2     |
| Эфиопия        | 8 500 000         | —      | 1000  |
| Всего          | 33 100 000        | —      | 1400  |